# Amt Rhinow
L'Amt Rhinow è una comunità amministrativa della Germania, nello stato del Brandeburgo. Comprende una città e cinque comuni.

## Storia
L'Amt Rhinow venne istituito il 4 marzo 1992 con una delibera del Ministero dell'Interno del Brandeburgo, operativa dal successivo 1º aprile.
Inizialmente l'Amt comprendeva 14 fra città e comuni, che in seguito a diverse aggregazioni si ridussero agli attuali 6.

## Suddivisione
L'Amt Rhinow comprende la città di Rhinow (sede dell'ente) e i comuni di Gollenberg, Großderschau, Havelaue, Kleßen-Görne e Seeblick.